# Полет 548 на „Бритиш Юропиън Еъруейс“
Полет 548 на „Бритиш Юропиън Еъруейс“ е редовен пътнически полет от летище „Лондон Хийтроу“, Лондон, Англия, Обединеното кралство, до летище „Брюксел“, Брюксел, Белгия, управляван от „Бритиш Юропиън Еъруейс“. На 18 юни 1972 г. самолетът „Хоукър Сидели Трейдънт 1C“, който изпълнява полета, се разбива малко след излитане близо до Стейнс, Англия, и убива всички 118 души на борда. Инцидентът става известен като въздушната катастрофа в Стейнс.
Самолетът претърпява дълбок срив на третата минута от полета и се разбива в земята, като се разминава с натоварен главен път. Общественото разследване обвинява основно капитана, че не успява да поддържа въздушна скорост и да конфигурира правилно устройствата за издигане. Докладът цитира недиагностицирано сърдечно заболяване на капитана и ограничения опит на втория пилот, като същевременно отбелязва неуточнен „технически проблем“, който екипажът очевидно разрешава преди излитането.
Катастрофата става на фона на предстояща стачка на пилотите, която обтяга отношенията между членовете на екипажа. След инцидента са издадени препоръки, което довежда до задължително инсталиране на записващи устройства в пилотската кабина. Друга препоръка е за по-голяма предпазливост, преди да се позволи на членове на екипажа, които не са на работа, да заемат места в пилотската кабина. Някои наблюдатели смятат, че разследването е неправомерно пристрастно в полза на производителите на самолета.
Към 2025 г. това остава най-смъртоносният въздушен инцидент (за разлика от терористичните инциденти) в историята на британската авиация и е най-смъртоносният с този модел самолети. Инцидентът е най-смъртоносното въздушно бедствие в Обединеното кралство до взривяването на самолета при полет 103 на „Пан Ам“ над Локърби, Шотландия, през 1988 г. и е първата катастрофа на острова, която включва повече от 100 жертви.